# Аттіліо Демарія
Аттіліо Демарія (італ. Atilio Demaría; нар. 19 березня 1909, Буенос-Айрес — пом. 11 листопада 1990, Аедо) — аргентинський та італійський футболіст, що грав на позиції півзахисника, нападника. По завершенні ігрової кар'єри — футбольний тренер.
Виступав, зокрема, за «Амброзіану-Інтер» та збірні Аргентини та Італії, ставши з останньою чемпіоном світу.

## Клубна кар'єра
Народився 19 березня 1909 року в місті Буенос-Айрес. Вихованець команди «Сьюдадела Хуніорс».
У дорослому футболі дебютував 1926 року виступами за «Естудьянтіл Портеньйо», в якій провів п'ять сезонів, взявши участь у 108 матчах чемпіонату.
У 1931 році недовго захищав кольори клубу «Хімнасія і Есгріма».
У 1932 році Демарія перейшов в італійський клуб «Амброзіана». В перший рік гри Демарії в клубі «Інтер» посів лише 6-е місце, але потім клуб став прогресувати і три роки поспіль посідав 2-е місце у чемпіонаті Італії, слідом за надзвичайно сильним в ті роки «Ювентусом». У 1933 році клуб досяг фіналу Кубка Мітропи, в якому програв «Аустрії», багато в чому завдяки геніальному форварду австрійців Маттіасу Сінделару, який забив у другому матчі три м'ячі.
У 1936 році Аттіліо, як і багато інших аргентинців, що грали в Італії і отримали громадянство цієї країни, повернувся на батьківщину, боячись призову в армію, організованому у зв'язку з італо-ефіопською війною. В Аргентині грав за «Індепендьєнте» (Авельянеда) та «Естудьянтіл Портеньйо».
Проте вже у 1938 році Демарія повернувся в Мілан і знову виступав за «Амброзіану», з якою він переміг у Кубку Італії у 1939 році та чемпіонаті Італії в 1940 році. 11 квітня 1943 року Демарія провів останній матч за «Інтер», в якому чорно-синя команда програла «Віченці» 1:2. Всього за «Інтер» Демарія провів 295 матчів і забив 86 м'ячів.
У першому повоєнному чемпіонаті Італії 1944 року грав за «Новару», після чого був граючим тренером у клубах другого італійського дивізіону «Леньяно» та «Козенца» і 1948 року остаточно завершив ігрову кар'єру.

## Виступи за збірні
1930 року дебютував в офіційних матчах у складі національної збірної Аргентини. Того ж року він поїхав у її складі на перший чемпіонат світу в Уругваї, на якому провів один матч 19 липня з Мексикою і разом з командою здобув «срібло». В червні наступного року Аттіліо ще двічі виходив на поле у футболці національної команди на місцевому турнірі в іграх проти збірної Парагваю.
В 1932 році італійське походження Демарії дозволило йому отримати італійське громадянство, і в тому ж році він дебютував у складі збірної Італії, 27 листопада у грі проти збірної Угорщини, яка завершилася з рахунком 4:2. У 1934 році Демарія разом з італійською збірною відправився на домашній для Італії чемпіонат світу, там він зіграв один матч в переграванні чвертьфіналу з Іспанією і став з командою чемпіоном світу. А в 1935 році Демарія став чемпіоном Центральної Європи.
14 квітня 1940 року Аттіліо провів свій останній матч у футболці «скуадри адзурри» у товариській грі проти збірної Румунії. Всього протягом кар'єри у національній команді, яка тривала дев'ять років, провів у формі італійської збірної лише 13 матчів, забивши 3 голи. Також 1933 року захищав кольори другої збірної Італії. У складі цієї команди провів 4 матчі, забив 4 голи.

## Кар'єра тренера
Після недовгої роботи на посді граючого тренера з «Леньяно» та «Козенцою» Демарія повернувся до Аргентини, де очолював клуби «Хімнасія і Есгріма» та «Альміранте Браун».
Помер 11 листопада 1990 року на 82-му році життя.

## Статистика виступів

### Статистика клубних виступів
| Сезон                             | Команда                           | Чемпіонат                         | Чемпіонат | Чемпіонат | Національний кубок | Національний кубок | Національний кубок | Континентальні кубки | Континентальні кубки | Континентальні кубки | Усього | Усього |
| Сезон                             | Команда                           | Ліга                              | Ігор      | Голів     | Ліга               | Ігор               | Голів              | Ліга                 | Ігор                 | Голів                | Ігор   | Голів  |
| --------------------------------- | --------------------------------- | --------------------------------- | --------- | --------- | ------------------ | ------------------ | ------------------ | -------------------- | -------------------- | -------------------- | ------ | ------ |
| 1926                              | «Естудьянтіл Портеньйо»           | ПД                                | 3         | 0         |                    |                    |                    |                      |                      |                      | 3      | 0      |
| 1927                              | «Естудьянтіл Портеньйо»           | ПД                                | 27        | 8         |                    |                    |                    |                      |                      |                      | 27     | 8      |
| 1928                              | «Естудьянтіл Портеньйо»           | ПД                                | 35        | 9         |                    |                    |                    |                      |                      |                      | 35     | 9      |
| 1929                              | «Естудьянтіл Портеньйо»           | CE                                | 14        | 9         |                    |                    |                    |                      |                      |                      | 14     | 9      |
| 1930                              | «Естудьянтіл Портеньйо»           | ПД                                | 27        | 11        |                    |                    |                    |                      |                      |                      | 27     | 11     |
| 1931                              | «Естудьянтіл Портеньйо»           | КЧ                                | 2         | 0         |                    |                    |                    |                      |                      |                      | 2      | 0      |
| 1931                              | «Хімнасія і Есгріма»              | ПД                                | 1         | 0         |                    |                    |                    |                      |                      |                      | 1      | 0      |
| 1931–32                           | «Амброзіана-Інтер»                | A                                 | 32        | 8         |                    |                    |                    |                      |                      |                      | 32     | 8      |
| 1932–33                           | «Амброзіана-Інтер»                | A                                 | 30        | 13        |                    |                    |                    | КЦЄ                  | 6                    | 4                    | 36     | 17     |
| 1933–34                           | «Амброзіана-Інтер»                | A                                 | 34        | 12        |                    |                    |                    | КЦЄ                  | 2                    | 0                    | 36     | 12     |
| 1934–35                           | «Амброзіана-Інтер»                | A                                 | 30        | 10        |                    |                    |                    | КЦЄ                  | 2                    | 1                    | 32     | 11     |
| 1935–36                           | «Амброзіана-Інтер»                | A                                 | 29        | 7         | КІ                 | 2                  | 1                  | КЦЄ                  | 5                    | 2                    | 36     | 10     |
| 1936                              | «Індепендьєнте»                   | ПД                                | 3         | 1         |                    |                    |                    |                      |                      |                      | 3      | 1      |
| 1937                              | «Естудьянтіл Портеньйо»           | СД (ІІ)                           | 16        | 9         |                    |                    |                    |                      |                      |                      | 16     | 9      |
| Усього за «Естудьянтіл Портеньйо» | Усього за «Естудьянтіл Портеньйо» | Усього за «Естудьянтіл Портеньйо» | 127       | 46        |                    |                    |                    |                      |                      |                      | 127    | 46     |
| 1938–39                           | «Амброзіана-Інтер»                | A                                 | 23        | 3         | КІ                 | 4                  | 0                  |                      |                      |                      | 27     | 3      |
| 1939–40                           | «Амброзіана-Інтер»                | A                                 | 29        | 12        | КІ                 | 1                  | 0                  | КЦЄ                  | 2                    | 1                    | 32     | 13     |
| 1940–41                           | «Амброзіана-Інтер»                | A                                 | 29        | 6         | КІ                 | 1                  | 0                  |                      |                      |                      | 30     | 6      |
| 1941–42                           | «Амброзіана-Інтер»                | A                                 | 22        | 3         | КІ                 | 1                  | 1                  |                      |                      |                      | 23     | 4      |
| 1942–43                           | «Амброзіана-Інтер»                | A                                 | 10        | 2         | КІ                 | 1                  | 0                  |                      |                      |                      | 31     | 2      |
| Усього за «Амброзіану-Інтер»      | Усього за «Амброзіану-Інтер»      | Усього за «Амброзіану-Інтер»      | 268       | 76        |                    | 10                 | 2                  |                      | 17                   | 8                    | 295    | 86     |
| 1944                              | «Новара»                          | ЧІ                                | 16        | 5         |                    |                    |                    |                      |                      |                      | 16     | 5      |
| 1945–46                           | «Леньяно»                         | B-C                               | 15        | 2         |                    |                    |                    |                      |                      |                      | 15     | 2      |
| 1946–47                           | «Козенца»                         | B                                 | 31        | 0         |                    |                    |                    |                      |                      |                      | 31     | 0      |
| 1947–48                           | «Козенца»                         | B                                 | 13        | 0         |                    |                    |                    |                      |                      |                      | 13     | 0      |
| Усього за «Козенцу»               | Усього за «Козенцу»               | Усього за «Козенцу»               | 48        | 0         |                    |                    |                    |                      |                      |                      | 48     | 0      |
| Усього за кар'єру                 | Усього за кар'єру                 | Усього за кар'єру                 | 475       | 130       |                    | 10                 | 2                  |                      | 17                   | 8                    | 502    | 140    |

### Статистика виступів за збірну
| Дата      | Місто        | Господарі | Результат | Гості    | Турнір                          | Голи | Примітки |
| --------- | ------------ | --------- | --------- | -------- | ------------------------------- | ---- | -------- |
| 19-7-1930 | Монтевідео   | Аргентина | 6 – 3     | Мексика  | ЧС 1930 - Fase a gironi         | -    |          |
| 4-7-1931  | Буенос-Айрес | Аргентина | 1 – 1     | Парагвай | es:Copa Rosa Chevallier Boutell | -    |          |
| 9-7-1931  | Буенос-Айрес | Аргентина | 3 – 1     | Парагвай | es:Copa Rosa Chevallier Boutell | -    |          |
| Усього    |              | Матчів    | 3         |          | Голів                           | 0    |          |

| Дата       | Місто     | Господарі      | Результат | Гості     | Турнір                   | Голи | Примітки |
| ---------- | --------- | -------------- | --------- | --------- | ------------------------ | ---- | -------- |
| 27-11-1932 | Мілан     | Італія         | 4 – 2     | Угорщина  | товариський матч         | -    |          |
| 1-6-1934   | Флоренція | Італія         | 1 – 0     | Іспанія   | ЧС 1934 - чвертьфінал    | -    |          |
| 24-3-1935  | Відень    | Австрія        | 0 – 2     | Італія    | Кубок Центральної Європи | -    |          |
| 27-10-1935 | Прага     | Чехословаччина | 2 – 1     | Італія    | Кубок Центральної Європи | -    |          |
| 24-11-1935 | Мілан     | Італія         | 2 – 2     | Угорщина  | Кубок Центральної Європи | -    |          |
| 5-4-1936   | Цюрих     | Швейцарія      | 1 – 2     | Італія    | товариський матч         | 1    |          |
| 17-5-1936  | Рим       | Італія         | 2 – 2     | Австрія   | товариський матч         | 1    |          |
| 31-5-1936  | Будапешт  | Угорщина       | 1 – 2     | Італія    | товариський матч         | -    |          |
| 20-11-1938 | Болонья   | Італія         | 2 – 0     | Швейцарія | товариський матч         | -    |          |
| 4-12-1938  | Неаполь   | Італія         | 1 – 0     | Франція   | товариський матч         | -    |          |
| 12-11-1939 | Цюрих     | Швейцарія      | 3 – 1     | Італія    | товариський матч         | -    |          |
| 26-11-1939 | Берлін    | Німеччина      | 5 – 2     | Італія    | товариський матч         | 1    |          |
| 14-4-1940  | Рим       | Італія         | 2 – 1     | Румунія   | товариський матч         | -    |          |
| Усього     |           | Матчів         | 13        |           | Голів                    | 3    |          |

## Титули і досягнення

### Клуб
- Чемпіон Італії (1):

«Амброзіана-Інтер»: 1939-40
- Володар Кубка Італії (1):

«Амброзіана-Інтер»: 1938-39

### Збірна
- Чемпіон світу (1):

Італія: 1934
- Віце-чемпіон світу: 1930
- Чемпіон Центральної Європи (1):

Італія: 1933—1935